# Качоррілья
Качоррілья (ісп. Cachorrilla) — муніципалітет в Іспанії, у складі автономної спільноти Естремадура, у провінції Касерес. Населення — 101 особа (2010).
Муніципалітет розташований на відстані близько 260 км на захід від Мадрида, 55 км на північний захід від Касереса.

## Демографія
Динаміка населення (INE ):